# (69962) 1998 VX34
1998 في أكس 34 (ويعرف أيضًا باسم (69962) 1998 في أكس 34 وفق تسمية الكوكب الصغير) (بالإنجليزية: 1998 VX34)‏ هو كويكب ضمن حزام الكويكبات؛ وترتيبه 69962 من حيث الاكتشاف.
اكتُشف هذا الجُرم الفلكي بواسطة هيروشي كانيدا في 12 نوفمبر 1998.

## وصلات خارجية
- (69962) 1998 VX34 في قاعدة بيانات مختبر الدفع النفاث لأجرام النظام الشمسي الصغيرة

- الاكتشاف · مخطط المدار ·  العناصر المدارية · المعلمات المادية

- (69962) 1998 VX34 على موقع ويكي سكاي: DSS2, SDSS, GALEX, IRAS, Hydrogen α, X-Ray, Astrophoto, Sky Map, Articles and images